# Sekani
Sekani /Tsek'ehne ili Tθek'ehne, people of the rocks; Isto i Rocky Mountain Indians).- Pleme ili grupa plemena Athapaskan Indijanaca sa sjevera i sjeveroistoka Britanske Kolumbije, Kanada, na području Stjenjaka i rijeka Peace i Liard. Prema Jennesu (1937) sastojali su se od 4 glavne skupine: Sasuchan ili Sasuten, u bazenu Finlay Rivera; Tsekani na jezeru McLeod i južno; Tseloni, na platou između Finlaya i Liarda; i Yutuwichan, sjeverni kraj jezera McLeod i niz Parsnip i Peace River do Rocky Mountainsa. 
Pre-kontaktni Sekani bili su lovci i ribari, napose na veliku divljač. Pojavom bijelih trgovaca krznom 1820-ih oni se okreću lovu na malene krznaše. Nakon 1861. kada dolazi do zlatne groznice, Sekanima broj počinje opadati. U vrijeme kada rudari počinju odlaziti (1916) njihov broj spao je na 70. Kasnije se ipak oporavljaju. Do promijene dolazi gradnjom Bennettove brane i nastankom umjetnog jezera Williston Reservoir, koje potapa zemlju, a oni su preseljeni na nove lokacije. Godine 1999. ima ih 685 podijeljenih na nekoliko lokalnih zajednica i bandi, to su : McLeod Lake (prije Yutuwichan), Fort Ware (ranije Finlay River) i Tsay Keh Dene (Ingenika).

## Vanjske poveznice
- Carrier Sekani Tribal Council  Arhivirana inačica izvorne stranice od 9. veljače 2006. (Wayback Machine)
- Indian Tribe History[neaktivna poveznica]